# 勘解由小路家 (賀茂氏)
勘解由小路家（かでのこうじけ）は、陰陽道の宗家のひとつ。天文道を伝える安倍氏に対し、暦道を伝えるのが賀茂氏である。本来、賀茂氏は安倍氏の師匠筋であり、平安時代にあっては安倍氏より優位にあった。室町時代に賀茂在方の子の在貞・在長（在豊・在成とも）が勘解由小路を称した。
戦国時代の終わり在富の没後には嗣子がなかなか決まらず、安倍氏土御門家から養子を入れて辛うじて存続したものの衰退し、安土桃山時代にキリシタンとなって豊後府内に留学していた在富の息子の賀茂在昌が帰洛して陰陽頭を嗣いだことによって一旦は相続問題は解消したと思われたが、江戸時代初期、賀茂在昌の息子と思われる勘解由小路在信の代に至って消息不明となり断絶した。
江戸時代に賀茂氏の庶流である幸徳井家が台頭し、安倍氏の嫡流である土御門家とともに陰陽道の管理を任されたが、土御門家との争いに負けて再び衰退した。

## 人物
- 勘解由小路在貞：従二位非参議 - 賀茂在方の長男
- 勘解由小路在盛：従二位非参議
- 勘解由小路在宗（在政）：従三位非参議 - 在盛の弟、分家
- 勘解由小路在通（在栄）：従二位非参議
- 勘解由小路在重：従三位非参議 - 在宗の子で、在通の養子
- 勘解由小路在親：正五位下
- 勘解由小路在富（在秀）：正二位非参議
- 勘解由小路在種：従五位上 - 在康の子で、在富の養子
- 賀茂在昌：従四位下 - 在富の子
- 勘解由小路在信：従四位下修理大夫 - 在昌の子?

（在長流）
- 勘解由小路在長（在豊・在成）：正三位非参議 - 賀茂在方の三男
- 勘解由小路在基：正三位非参議
- 勘解由小路在康：従三位非参議 - 在重の子で、在基の養子